# Françoise Lucas
Françoise Lucas (* 15. März 1939 in Paris) ist eine ehemalige französische Eisschnellläuferin.
Lucas wurde viermal französische Meisterin im Mehrkampf (1959, 1961–1963) und nahm von 1960 bis 1964 an internationalen Wettbewerben teil. Dabei kam sie in der Saison 1959/60 bei der Mehrkampfweltmeisterschaft 1960 in Östersund auf den 23. Platz im Mini-Mehrkampf und bei den Olympischen Winterspielen 1960 in Squaw Valley auf den 17. Platz über 1500 m, auf den 15. Rang über 3000 m, auf den 14. Platz über 1000 m sowie auf den 13. Platz über 500 m. In den folgenden Jahren belegte sie bei der Mehrkampfweltmeisterschaft 1961 in Tønsberg den 25. Platz, bei der Mehrkampfweltmeisterschaft 1962 in Imatra den 19. Rang und bei der Mehrkampfweltmeisterschaft 1963 in Karuizawa den 15. Platz im Mini-Mehrkampf. Letztmals international startete sie bei den Olympischen Winterspielen 1964 in Innsbruck, wobei sie auf den 22. Platz über 1500 m, auf den 19. Rang über 1000 m und auf den 18. Platz über 500 m lief.

## Persönliche Bestzeiten
| Disziplin | Zeit       | Datum            | Ort          |
| --------- | ---------- | ---------------- | ------------ |
| 500 m     | 48,3 s     | 20. Februar 1960 | Squaw Valley |
| 1000 m    | 1:38,1 min | 22. Februar 1963 | Karuizawa    |
| 1500 m    | 2:31,2 min | 22. Februar 1963 | Karuizawa    |
| 3000 m    | 5:37,7 min | 22. Februar 1963 | Karuizawa    |